# Дом В. П. Кончиелова
Дом В. П. Кончиелова — историческое здание в Санкт-Петербурге. Расположено по адресу: Исполкомская улица, д. 5А. Построено для В. П. Кончиелова по проекту инженера Константина Де Рошефора в стиле северного модерна.
В 2017 году ради проведения косметического ремонта в вестибюле сотрудники местного ЖЭК сбили исторический кафель. В 2019 году волонтёрам удалось расчистить и добиться включения в предмет охраны памятника три оригинальных панно из глазурованной плитки на подъездных дверях.

## Галерея

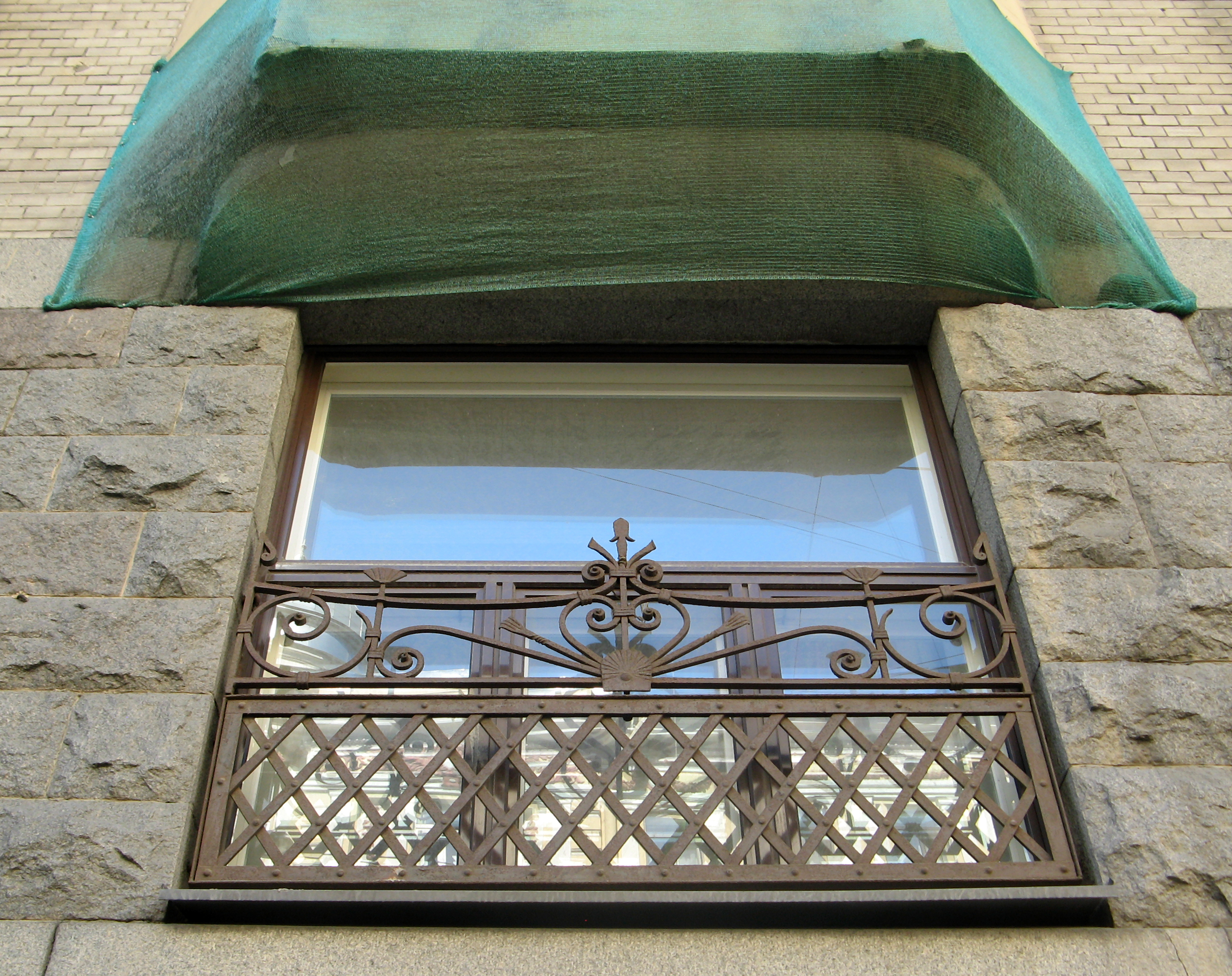
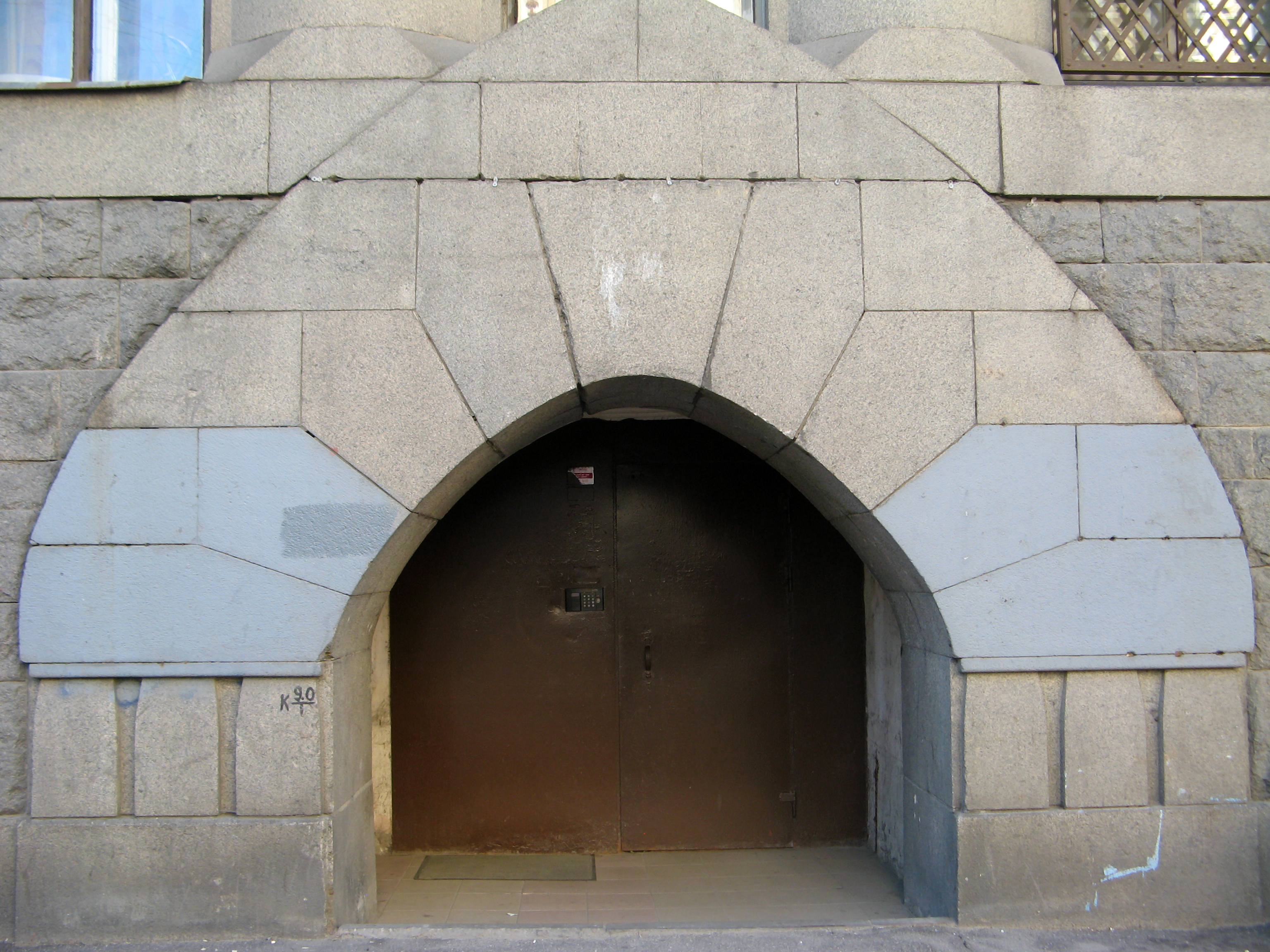
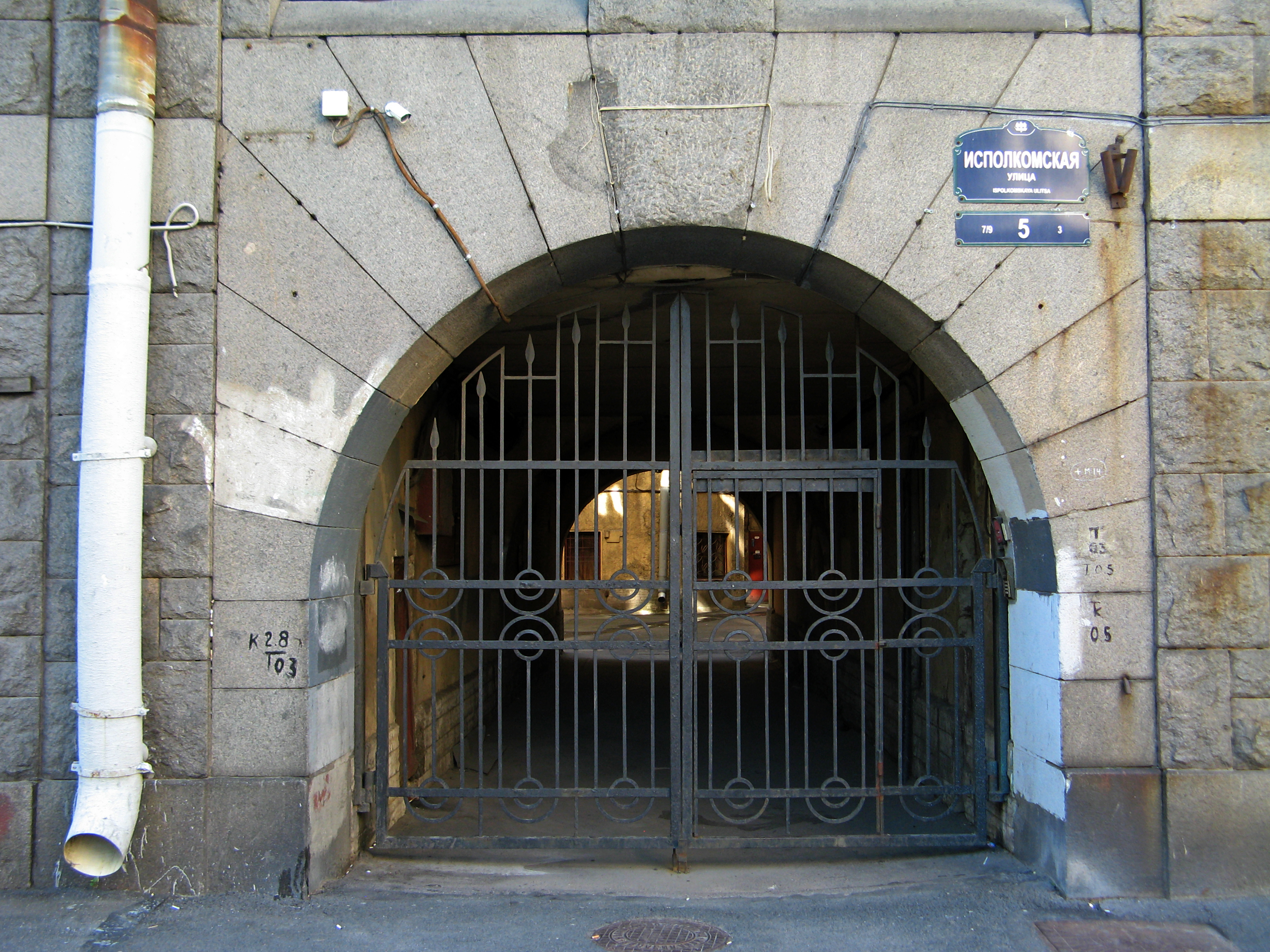